# Kryštof Kolumbus
Kryštof Kolumbus (italsky Cristoforo Colombo, latinsky Christophorus Columbus, španělsky Cristóbal Colón, portugalsky Cristóvão Colombo, asi 31. října 1451?, Janov – 20. května 1506, Valladolid) byl janovský mořeplavec a kolonizátor narozený v Janovské republice v dnešní severozápadní Itálii. Ve službách Katolických králů Španělska uskutečnil čtyři plavby přes Atlantský oceán, které v Evropě probudily zájem o nový kontinent, později nazvaný Amerika. Tyto výpravy a Kolumbovy snahy o založení trvalých sídel na Hispaniole zahájily španělskou kolonizaci, která vyústila v soutěž evropských mocností o kolonizaci Jižní i Severní Ameriky.
V době, kdy začínala evropská světovláda i hospodářská soutěž mezi evropskými královstvími, která se snažila zbohatnout zakládáním obchodních cest a kolonií, získal Kolumbův návrh na dosažení Asie obeplutím Země západním směrem podporu u španělského královského dvora, který v něm viděl naději pro obchody s kořením. Během své první cesty v roce 1492 dosáhl Kolumbus místo plánovaného Japonska břehů Bahamských ostrovů a přistál na místě, které pojmenoval San Salvador. Během tří dalších výprav navštívil Velké i Malé Antily, pobřeží Venezuely a Střední Ameriky, které zabral pro Španělské impérium.
Kolumbus nebyl prvním Evropanem, který navštívil Ameriku – o pět století dříve jejích břehů dosáhla norská expedice vedená Leifem Erikssonem, která založila kolonii na dnešním Newfoundlandu. Přesto teprve Kolumbovy cesty zahájily trvalé styky s Amerikou a podnítily několik století dlouhé období evropské kolonizace, čímž měly velký vliv na vývoj moderního Západního světa. Sám Kolumbus viděl svůj úspěch hlavně v šíření křesťanství.
Kolumbus nevěděl, že objevil pro Evropu nový kontinent a obyvatele objevených zemí nazval Indios (španělský výraz pro Indy). Stejně tak ale název mohl odkazovat na spiritualitu a duchovní založení obyvatel nového kontinentu, kteří tak podle Kolumba žili v souladu s Bohem a se silnou vírou v Boha (latinsky in Deo). Zhoršení vztahů se španělským královským dvorem a koloniálními správci v Americe vedlo ke Kolumbovu zatčení a propuštění z pozice guvernéra sídel v Hispaniole v roce 1500 a později k vleklým sporům o výhody, které Kolumbus chtěl pro sebe a své dědice od královského dvora. Nakonec se mu podařilo prosadit jen některé z nich. Zemřel ve Valladolidu a jeho ostatky jsou dnes umístěny v katedrále Panny Marie v Seville.

## Život do roku 1492
Narodil se mezi 25. srpnem a 31. říjnem 1451 v Janově v dnešní Itálii. Hypotézy, podle nichž pocházel z Katalánska, Portugalska, Polska a dalších míst, většina historiků odmítá. Navíc se sám Kolumbus v závěti prohlásil za Janovana. Existují také teorie o tom, že byl sefardský Žid. Jeho otec, Dominik Kolumbus, byl tkadlec vlny a drobný obchodník se sýry v Janově a zhruba od roku 1470 v Savoně. Kolumbova matka byla Zuzana Fontanarossová.
Měl dobře stavěné tělo, postavou byl spíš vyšší, měl oválný bledý obličej, trochu vystouplé lícní kosti s náběhem do brunátna, modré oči, orlí nos a plavé vlasy, které mu začaly šedivět už v mladém věku. Vypadal energicky a také skutečně energický byl, i když jeho způsoby byly nadmíru příjemné a životní návyky mimořádně umírněné. Před každým jednáním, ať bylo sebemíň důležité, se křesťansky pomodlil.
Ferdinand Kolumbus, Biografie Kryštofa Kolumba, 
Už od mládí si hledal obživu jako námořník a obchodník na lodích plujících přes Středozemní moře. Nějakou dobu také pracoval jako žoldnéř pro Reného I. z Anjou. V roce 1476 se poprvé ocitl v Portugalsku, kde zastupoval obchodní dům Centurionů z Janova. V následujících letech kvůli tomu hodně cestoval a dostal se např. na Island, do portugalských osad v Africe, do Anglie a pravděpodobně i do Guinejského zálivu. Na ostrově Porto Santo, kde pro Centuriony nakupoval třtinový cukr, potkal svou budoucí manželku Filipínu Moniz de Perestrello, dceru bývalého kapitána ostrova, se kterou se oženil ke konci roku 1478 nebo na začátku roku následujícího. Měli spolu syna Diega. Je pravděpodobné, že knihy a mapy o oceánských cestách, které zemřelý kapitán zanechal, inspirovaly Kolumba k jeho vlastní výpravě. Manželství trávil střídavě v Porto Santu a v Lisabonu. V srpnu 1479 odjel do Janova, kde vystoupil ze služeb Centurionů a vrátil se do Portugalska jako nezávislý kreslič map.

### Vidina Asie a vyjednávání

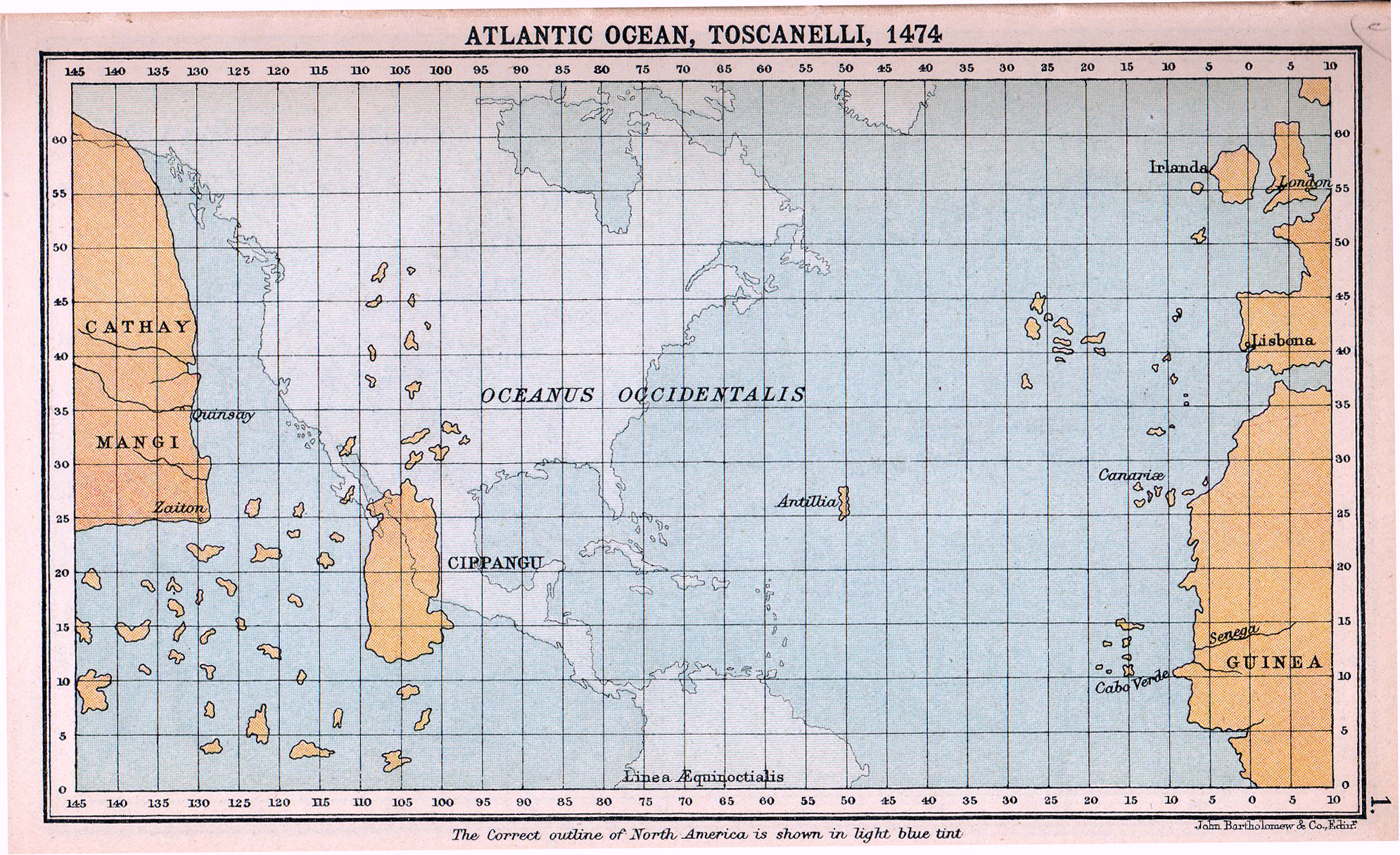
Mapa Toscanelliho, podle které se orientoval Kryštof Kolumbus

Kolumbova mapa, cca z roku 1490, pocházející z dílny Bartoloměje a Kryštofa Kolumbových

Kolumbovy podněty k plavbě na východ cestou přes západ se dají rozdělit do tří skupin: poznatky z přírody, autorita spisovatelů a údaje mořeplavců. O plavbě začal uvažovat nejspíše až když se v roce 1476 dostal do Portugalska. V první fázi svých studií četl např. Dějiny papeže Pia II., Traktáty Petra z Ailly, překlad Milionu Marca Pola v latině, a také díla Plinia staršího a Plútarcha.
Že je Země kulatá, se v Kolumbově době všeobecně uznávalo. Při výpočtech jejího obvodu se Kolumbus opíral o výpočty Klaudia Ptolemaia a arabského astronoma Alfragana; arabské a italské míle ale považoval za stejně dlouhé a proto se dopočítal menší vzdálenosti.
Mezi spisovateli, z kterých čerpal, byli například Aristotelés, Strabón, Plinius starší, Seneca a Paolo dal Pozzo Toscanelli. Toscanelli již dříve přišel s návrhem cesty do Asie západním směrem a požádal o financování výpravy portugalského krále, byl však odmítnut. Z Kolumbovy korespondence se zachovaly dva dopisy, v nichž Toscanelli Kolumba v jeho plánech podporoval. Mezi nimi byla i mapa světa, kterou sám vytvořil.
A nedivte se, že nazývám západními ony kraje, kde se nachází koření, ačkoli se obecně nazývají východní, protože ti, kdo poplují stále na západ, plavbou k protinožcům doplují do těchto krajů (…) Z města Lisabonu přímou čarou směrem na západ až k nejušlechtilejšímu a převelikému městu Quinsay je na mapě zaznamenáno šestadvacet úseků, z nichž každý měří 250 mil.
Paolo dal Pozzo Toscanelli, dopis Kryštofu Kolumbovi, 
Od různých námořníků také slyšel o opracovaných kusech dřeva, které donesly západní větry, nebo o lidských mrtvolách s nápadně širokým obličejem, objevených na Azorách. Těmto údajům Kolumbus věřil a považoval je za významné.
V roce 1484 předložil své návrhy na cestu do Asie portugalskému králi Janu II. Portugalskému, synovci Jindřicha Mořeplavce. Ten dal návrh posoudit třem svým poradcům, kteří ho odmítli jako neproveditelný. Jan II. nechtěl Kolumba patrně podpořit také proto, že Portugalsko se v té době soustředilo na území Afriky; cesta do Asie by byla odklonem k nejistému cíli.
Po neúspěchu v Portugalsku Kolumbus ještě v roce 1484 nebo v roce 1485 odcestoval do Španělska. Tam se snažil proniknout na královský dvůr, kde v té době vládl Ferdinand II. Aragonský a Isabela Kastilská, aby mohl předložit svůj návrh na cestu do Asie západní cestou; to se mu nakonec povedlo někdy v roce 1486. Pak musel čekat do roku 1488, než jeho projekt přezkoumá královská rada. Zatím vyslal svého bratra Bartoloměje do Anglie, aby nabídl jeho návrh anglickému králi Jindřichu VII. Tudorovi; žádnou zprávu od něj ale nedostal. Kolumbus byl od roku 1486 v královských službách španělských a v roce 1487 potkal Beatriz Enríquez de Harana, která se stala jeho družkou; nikdy se s ní však neoženil. V roce 1488 mu porodila syna Fernanda.
V roce 1488 královská rada pro geografické záležitosti Kolumbův plán zamítla, nejspíše kvůli rozporu jeho výpočtů s všeobecně uznávanými poznatky. Poté si Kolumbus zařídil, aby se o něm ve Španělsku jednalo znovu. Mezitím psal Janu II. a znovu se snažil u něho získat peníze na cestu. Téměř po třech letech čekání se na konci roku 1491 Kolumbus svěřil se svými problémy převorovi kláštera La Rábida Juanu Pérezovi s tím, že půjde hledat štěstí do Francie. Ten se obrátil přímo na královnu Isabelu, která slíbila, že po dobytí Granady Kolumbovi poskytne na výpravu prostředky. Granada do rukou Španělů padla 2. ledna 1492.
Jednání mezi Kolumbem a královským dvorem nejprve ztroskotalo na Kolumbových požadavcích na odměnu, podle dvora přemrštěných. Žádal totiž, aby byl jmenován admirálem a místodržitelem všech objevených zemí, povýšen do šlechtického stavu a aby mu královský dvůr zajistil vysokou odměnu a privilegium na další objevné plavby. Díky Kolumbovým přátelům ale královský dvůr nabídku 17. dubna 1492 přijal.

## Výpravy

Výpravy Kryštofa Kolumba

### První výprava
3. srpna 1492 vyplul Kolumbus se třemi karavelami z přístavu Palos de la Frontera blízko Huelvy. Největší loď Santa María, které velel Juan de la Cosa, byla dlouhá 39,1 metrů, Pinta byla dlouhá 17,8 metrů a velel jí Martín Alonso Pinzón a Niña, které velel Vicente Yáñez Pinzón, měřila 17,1 metrů. Flotila celkem čítala asi sto mužů. Během celé plavby si Kolumbus psal lodní deník, který se zachoval v upravených opisech.
Veliteli malé flotily, první transoceánské flotily, je skoro jedenačtyřicet roků a má bílé vlasy. Jen jedna odbojná kadeř připomíná jeho kštici v mládí. Je robustní, ne však tlustý, obličej je poznamenán větrem a solí jako obličej všech námořníků, je přísný, ale pohotový k náhlému oživení úsměvem. Usmívá se a modlí se jako horlivý katolík, jímž je.
Cesare de Lollis, Život Kryštofa Kolumba, str. 76
Nejprve se Kolumbus vydal na Kanárské ostrovy. První problém nastal tři dny po vyplutí, 6. srpna, kdy prasklo kormidlo Pinty. Proto ji poslal do opravy do města Las Palmas na ostrově Gran Canaria, kdežto zbývající dvě lodě zastavily 12. srpna na ostrově La Gomera, kde se zdržely 10 dní. Když pak dorazily do Las Palmas, během sedmi dní byla Pinta opravena a 1. září flotila vyplula na Gomeru. 6. září pak opustila poslední známý přístav a vydala se na západ.

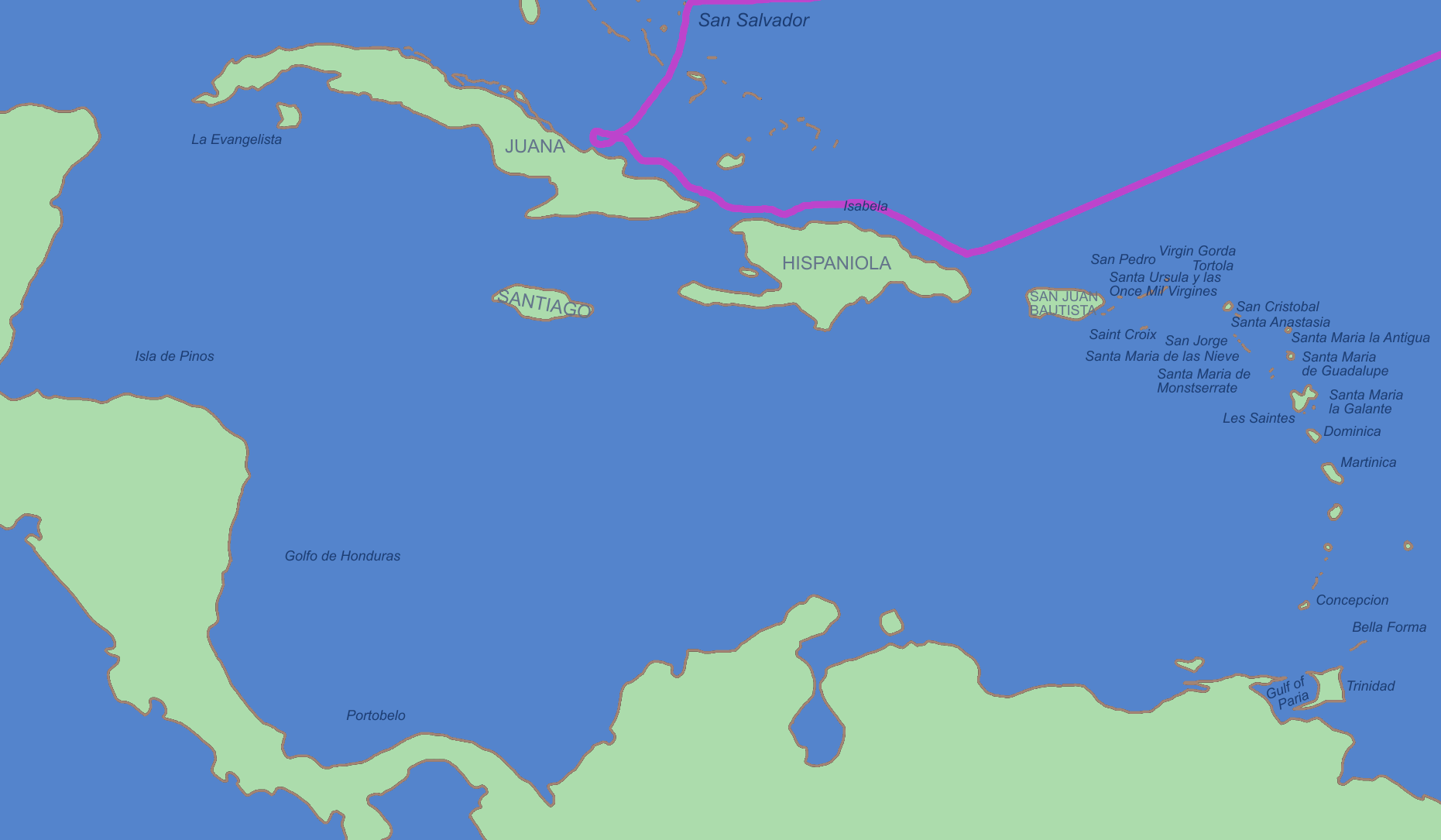
Mapa první výpravy

Při plavbě se posádka občas domnívala, že v dáli vidí zemi. 8. října se objevila na hladině čerstvá tráva. 10. října si posádka stěžovala na délku cesty, Kolumbus je povzbudil a slíbil jim část zisku z obchodní cesty. 11. října byla na hladině nalezena větévka šípkové růže, rákos a kousky opracovaného dřeva. V deset hodin večer Kolumbus sám uviděl světlo na pevnině, které se třepotalo. Ukázal ho Pedrovi Gutiérrezovi, který ho utvrdil, že skutečně jde o světlo. Ve dvě hodiny po půlnoci, dne 12. října ohlásil Rodrigo z Triany, který plul na Pintě, že vidí zemi. Stal se tak prvním člověkem z flotily, který uviděl Nový svět. Kolumbus ale toto prvenství a odměnu 10 tisíc maravedí stálé penze přiřkl sobě, neboť se domníval, že on byl tím prvním.

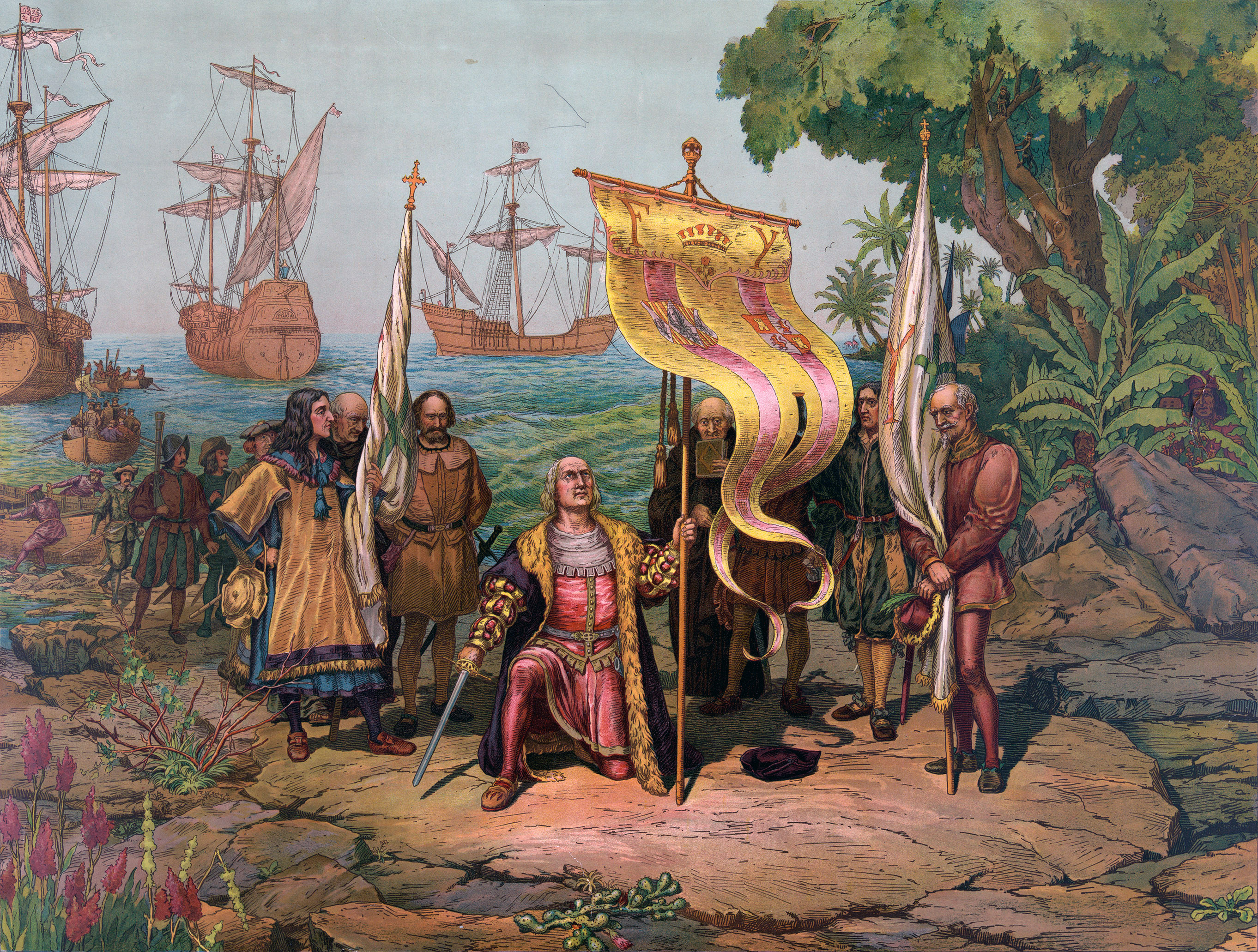
Kolumbus v Novém světě

Ten den dopoledne se flotila vylodila na ostrově Guanahaní v dnešních Bahamách, který Kolumbus pojmenoval San Salvador. Kolumbus spolu s Martínem Alonsem Pinzónem, Vicencem Yaňezem, notářem Escobedou, Rodrigo Sanchézem ze Segovie zabrali tento ostrov pro svého krále a královnu. Na ostrově byli domorodci, které Kolumbus popsal jako přátelské, dobře tělesně stavěné, nahé a beze zbraní. Ale protože se od nich nedověděl, kde se nachází zlato, vyplul 14. října severozápadním směrem na jiný ostrov. Po několika nezdařených zastávkách připlul 28. října na Kubu.
6. listopadu přistál Kolumbus na ostrově Haiti, který pojmenoval Hispaniola. V noci z 24. na 25. prosince na břehu ostrova ztroskotala Santa María. Kolumbus byl přijat místním kasikem Guacanarim. Na místě nechal vystavět pevnost Navidad a zanechal tam 43 lidí jako posádku pevnosti.
12. ledna 1493 flotila – teď už pouze o dvou lodích – naposledy přistála na Hispaniole a při této zastávce se poprvé setkala s nepřátelským chováním domorodců. Kolumbus potom vyplul zpět do Španělska; s sebou vezl 10 Indiánů a vzorky různých věcí (např. bavlny nebo agáve), kterými chtěl dokázat bohatství objevených krajů.
18. února doplul na ostrov Santa Maria v Azorském souostroví. Tam se loďstvo zdrželo, protože Portugalci zajali několik Kolumbových lidí a několik dní je nechtěli propustit. 5. března Kolumbus zakotvil v Cascais několik kilometrů západně od Lisabonu a 13. března se vydal do Palosu, kde zakotvil o dva dny později.

#### Přijetí ve Španělsku a přípravy na další cestu
Vidím podle výsledku této cesty, že Bůh provedl zázračný důkaz o tom, co říkám, jak je možno poznat z tohoto mého spisu, a to zřejmými zázraky, které činil v průběhu mé plavby, nemluvě ani o těch, které učinil v můj vlastní prospěch, když jsem byl dlouhou dobu na dvoře Vašich Výsostí v nelibosti a v rozporu s tolika význačnými osobnostmi Vašeho dvora, které byly všechny proti mně, prohlašujíce můj plán za sen nebo podvod. A přece doufám v Boha, že dílo mnou vykonané bude největší slávou křesťanství a že se žádné jiné, tak významné, tak snadno neobjeví.
Kryštof Kolumbus, Lodní deník, 
Ve Španělsku byl slavnostně přijat a zpráva o jeho plavbě se rychle šířila. Krátce po příjezdu odjel do Barcelony, kde v té době sídlil královský dvůr, a tam strávil skoro šest týdnů. Dostávalo se mu projevů náklonnosti od vysoce postavených osobností a mimo jiné zajistil povýšení svých bratrů Bartoloměje a Diega do šlechtického stavu.
V té době se už začala plánovat druhá výprava, oproti té první mnohem větší; během pěti měsíců bylo připraveno sedmnáct plavidel, na něž se chystalo nalodit přes tisíc mužů. Mezi účastníky byli např. Alonso de Hojeda, Juan Ponce de León, Juan de la Cosa a Kolumbův bratr Diego. K úkolům mise patřilo obrátit domorodce Nového světa na křesťanství a založit nové osady a přístavy. Kolumbus zakázal účastníkům výpravy vézt si s sebou vlastní zboží za účelem obchodu; vše řídil on jako místokrál.

### Druhá výprava

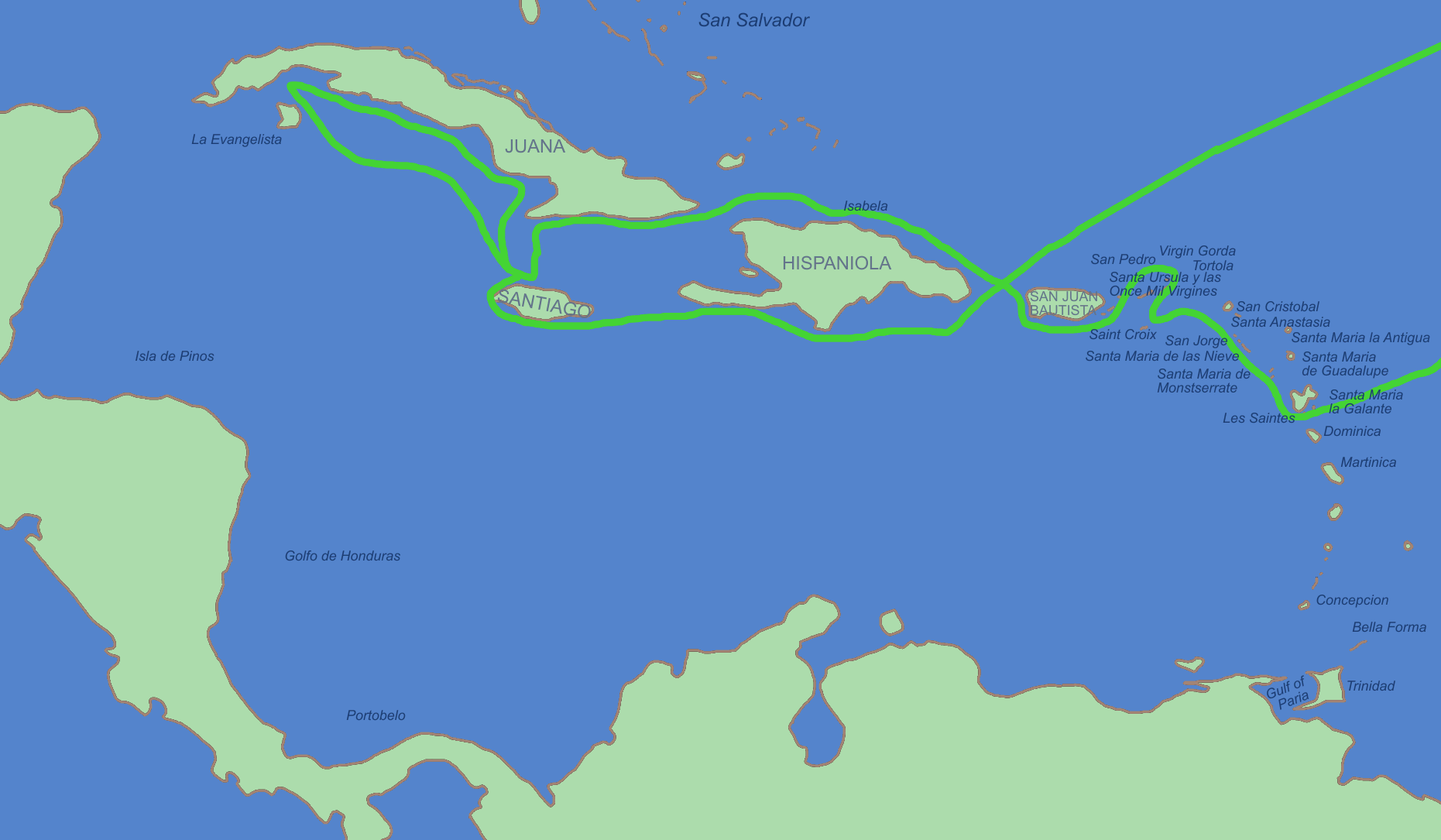
Mapa druhé výpravy

Druhá expedice vyplula 25. září 1493 z Cádizu a vydala se ke Kanárským ostrovům. 13. října odtamtud vyrazila v jižnějším kurzu než při předchozí výpravě a 3. listopadu přistála u ostrova, který Kolumbus pojmenoval Dominika. Protože na ostrově nebyl přístav, lodě se vydaly dále; další ostrovy Kolumbus pojmenoval Marie-Galante a Guadeloupe. Na Guadeloupe se poprvé přesvědčil o kanibalismu Karibů. Dále výprava doplula na ostrovy Montserrat, Redonda, Antigua a Saint Croix. Poté se vydala přes dnešní Panenské ostrovy a Portoriko na Hispaniolu, kde 28. listopadu přistála na místě, kde rok předtím ztroskotala Santa María.
Z původní pevnosti Navidad zbyly jen trosky. Když Kolumbus navštívil Guacanariho (kasika z první výpravy), dozvěděl se, že někteří lidé z pevnosti zahynuli kvůli nemoci a některé pobili poddaní sousedního kasika. Poté se Kolumbus na severovýchodní části Hispanioly rozhodl vybudovat novou osadu, kterou nazval La Isabela na počest kastilské královny. Mezitím sbíral informace o ostrově a snažil se nalézt naleziště zlata. Od dvou skupin, které vyslal do nitra ostrova, dostal zprávy o bohatých nalezištích tohoto kovu. Kolumbus se proto rozhodl vyslat 12 lodí zpět do Španělska, aby podaly zprávu o dosavadním průběhu plavby a předvedly výsledky obchodní kořisti; z Hispanioly vypluly na počátku února 1494.
Kolumbus se rozhodl prozkoumat další ostrovy; 24. dubna z Hispanioly vyplul se třemi karavelami, zatímco vedení nad Isabelou svěřil pětičlennému výboru, v jehož čele stál Kolumbův bratr Diego. Jeho první zastávkou byla Kuba a o několik dní později se vydal na Jamajku. Žádné zlato tam ale nenašel a tak se 14. května vrátil zpět na Kubu. Plavil se podél jejího jižního břehu, poté se vrátil, obeplul Jamajku a dále Hispaniolu podél jižního pobřeží, až 29. září 1494 dorazil do Isabely.
Do Isabely mezitím doplul jeho bratr Bartoloměj, s kterým se přes sedm let neviděl, a Kryštof mu udělil titul guvernéra Indie. V době Kolumbovy nepřítomnosti se zhoršily vztahy mezi Španěly a Indiány, z kterých si Španělé dělali otroky. Kolumbus chtěl potlačit vzpoury a tak nechal několik domorodců zavraždit a mnoho dalších poslal do Španělska jako otroky. Na počátku roku 1495 proběhlo velké povstání Indiánů, které Kolumbus krvavě potlačil a obnovil tak autoritu Španělska na ostrově.
Kolumbus přenechal Isabelu Bartolomějovi a v březnu 1496 odplul z Hispanioly; do Cádizu dorazil až 11. června. Tentokrát ho nečekalo bouřlivé přivítání – ve Španělsku v době jeho nepřítomnosti opadla počáteční euforie z jeho objevu a začala převládat skupina jeho protivníků. Lidé se navíc začali obávat nemoci pocházející z kolonií, která byla po několika letech nazvána syfilis.

### Třetí výprava

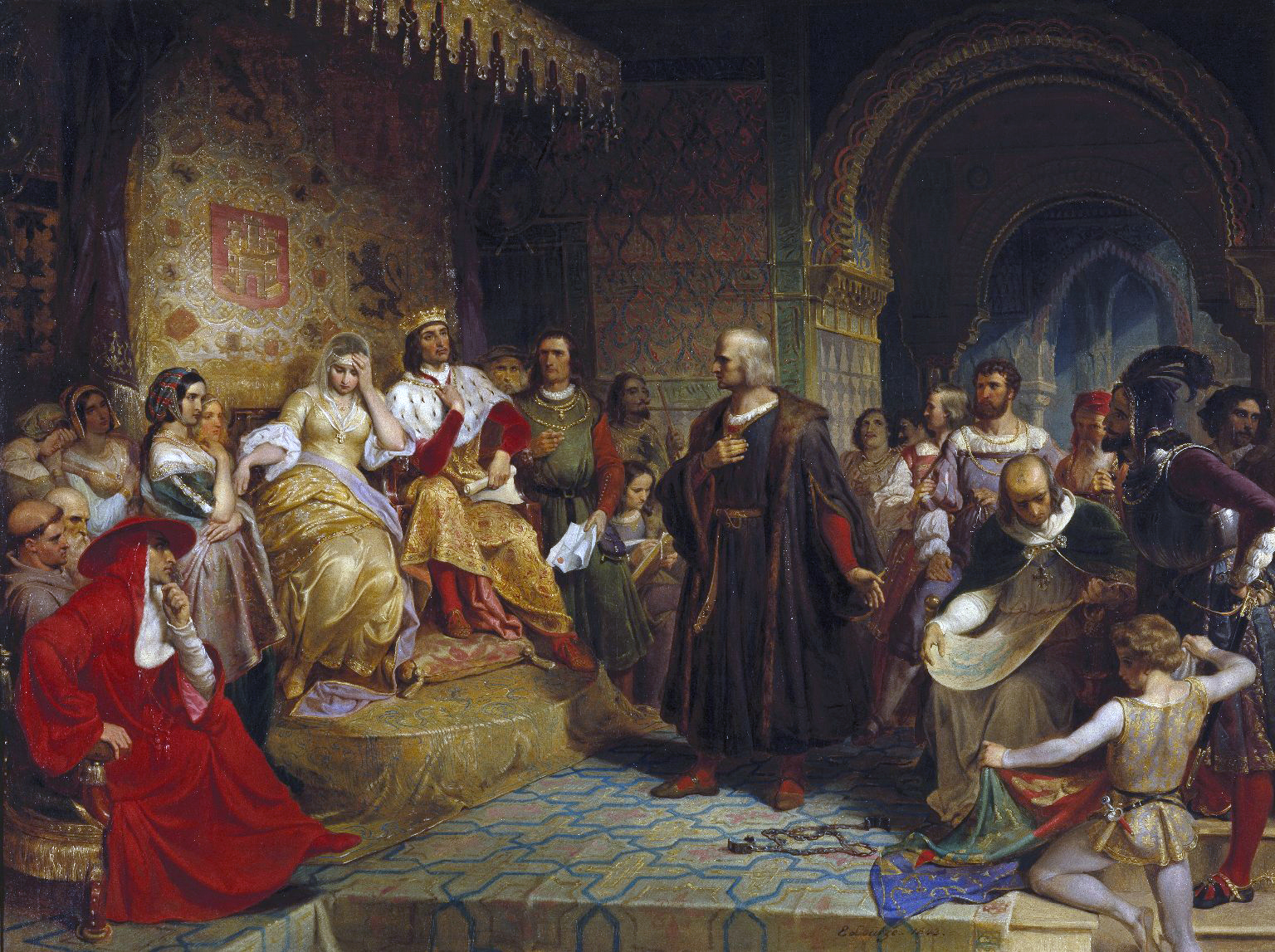
Kolumbus před královnou od Emanuela Leutzeho z roku 1843

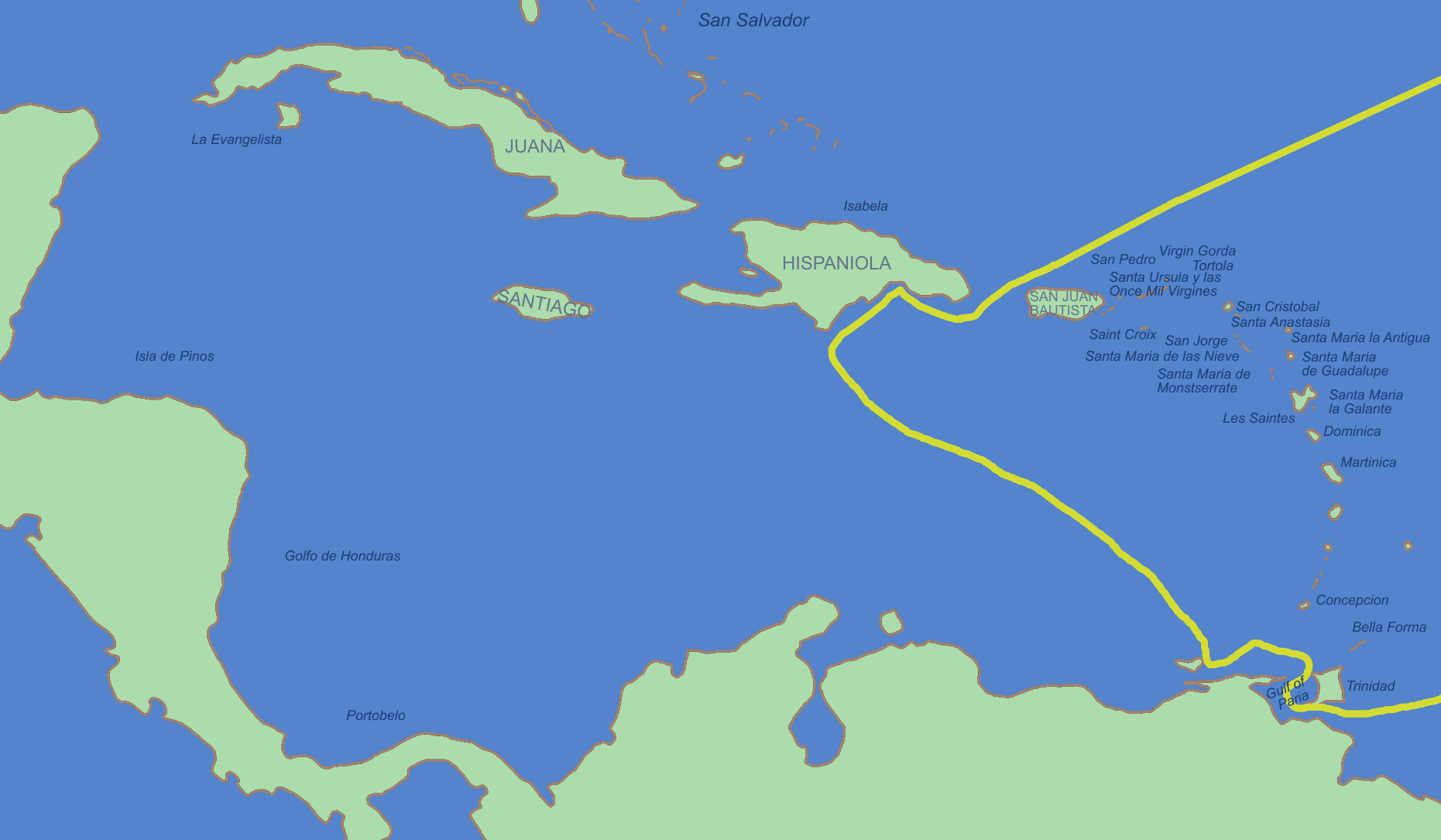
Mapa třetí výpravy

Na třetí výpravu poskytli Kolumbovi katoličtí králové osm karavel. V lednu 1498 poslal dvě napřed a sám se šesti zbývajícími karavelami a dvěma sty muži na palubě vyplul 30. května 1498 z města Sanlúcar de Barrameda. Vydal se na Kanárské ostrovy, kde loďstvo rozdělil na dvě části: tři karavely měly plout k Hispaniole za Kolumbovým bratrem Bartolomějem, který tam mezitím založil Santo Domingo, a Kolumbus se třemi zbývajícími karavelami se rozhodl plout nejdříve na Kapverdy. Z nich se pak vydal na jihozápad, pak směr ale stočil více na západ.
31. července objevilo Kolumbovo loďstvo ostrov, který Kolumbus pojmenoval Trinidad. Odtud posádka viděla první opravdovou pevninu, výběžek dnešní Venezuely. Kolumbus si nejdříve myslel, že jde o ostrov, 15. srpna si do deníku nicméně poznamenal, že už je přesvědčen, že je to pevnina. Když tam na začátku srpna přistál, bylo to nejspíše poprvé, co Španělé vstoupili na americkou pevninu. Kolumbus se rozhodl doplout za svým bratrem (při cestě objevil ostrov Margarita) a 22. srpna 1498 vplul do přístavu Santo Domingo.
Na Hispaniole mezitím Francisco Roldán, nejvyšší soudce v Isabele, zahájil vzpouru proti vládě Bartoloměje, ke které se přidalo mnoho osadníků. Když tam Kolumbus přijel, chtěl se s Roldánem dohodnout a situaci uklidnit; Roldán po něm žádal ústupky, které Kolumbus nakonec přijal. Roldán začal rozšiřovat své pravomoci, např. jmenoval Kolumbovy úředníky a rozděloval půdu. Také si u kastilských králů stěžoval na obchod s otroky, kterým se Kolumbus snažil nahradit slíbené zlato. Proto 23. srpna 1500 v Santo Domingu přistály dvě karavely, které na palubě vezly mimo jiné Francisca de Bobadilla.
Francisco de Bobadilla prohlašoval, že byl od kastilských králů pověřen úřadem dočasného soudce a guvernéra. Zatkl všechny tři bratry Kolumby přítomné na ostrově (Kryštofa, Diega a Bartoloměje) a nechal je poslat do Španělska, kam připluli na konci listopadu. Královští manželé je propustili a pozvali Kolumba do Granady, kde zrovna sídlili. Tam prohlásili, že s Bobadillovou tvrdostí nemají nic společného.

### Čtvrtá výprava

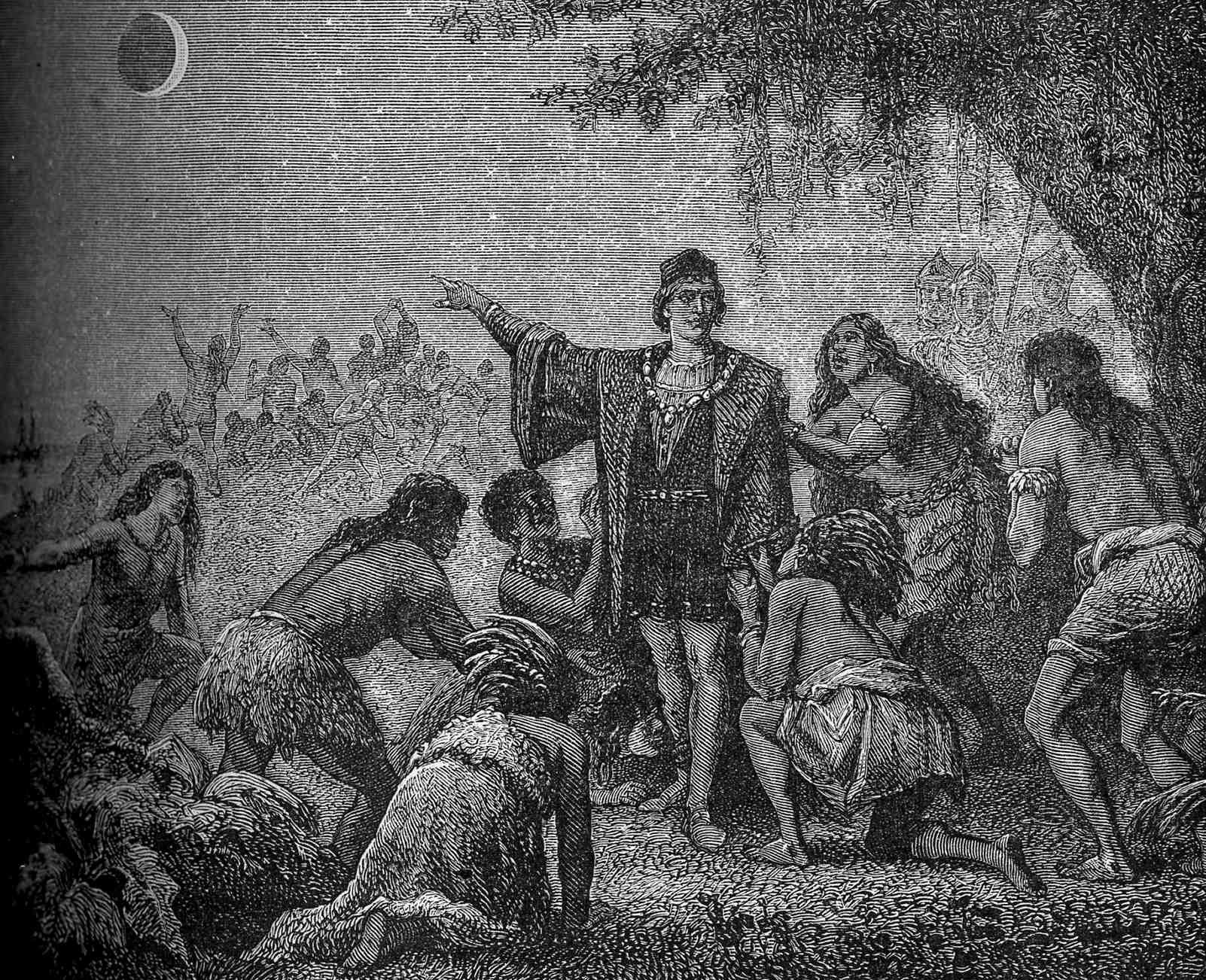
Kryštof Kolumbus předvídá zatmění Měsíce

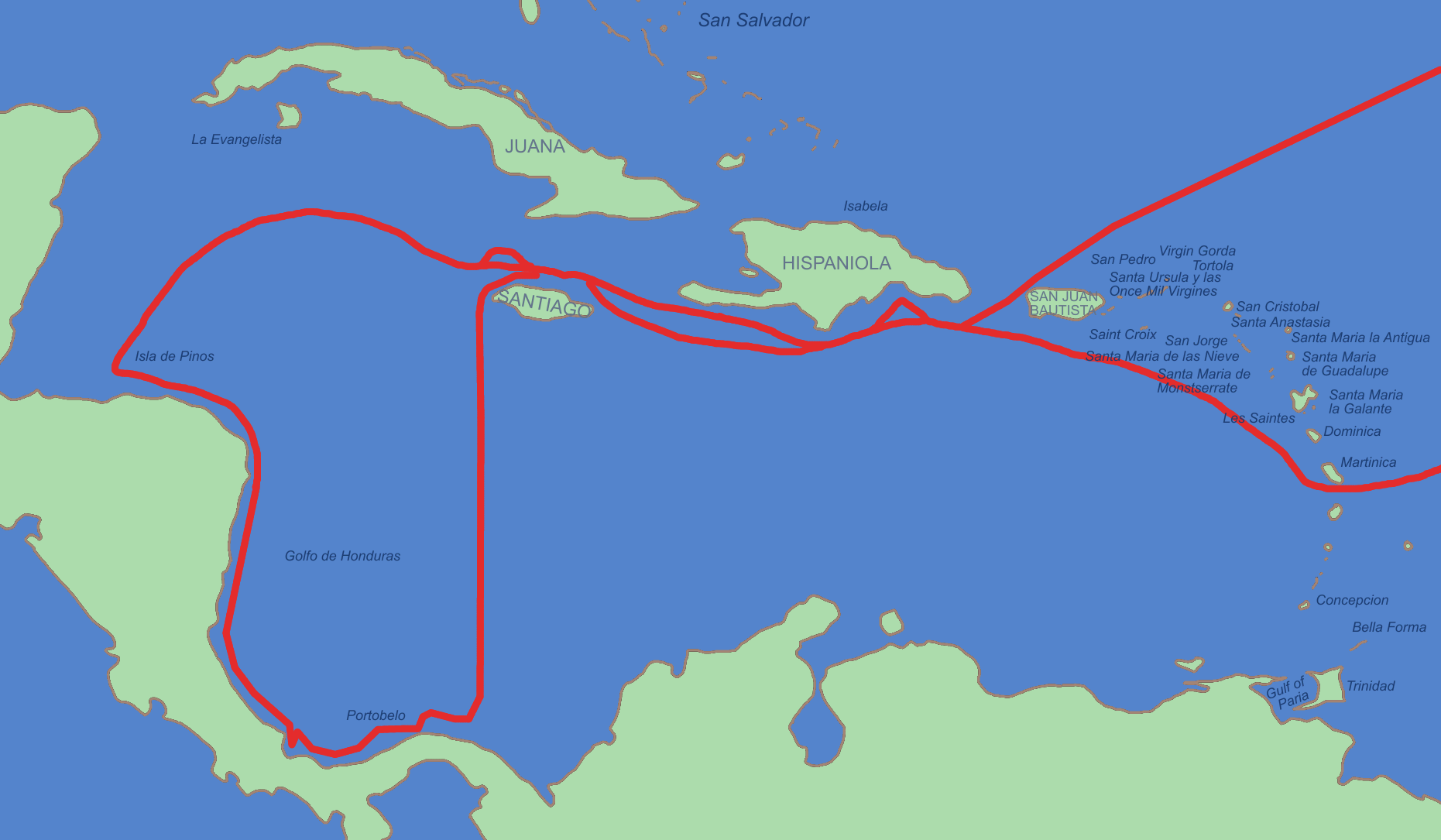
Mapa čtvrté výpravy

Královský dvůr Kolumbovi financoval i čtvrtou výpravu pod podmínkou, že nepřistane na Hispaniole. Kolumbus vyplul 9. května 1502 opět z Cádizu se čtyřmi karavelami a téměř 140 muži, mezi nimiž byl i jeho bratr Bartoloměj a syn Fernando. Nejdříve se vydal do Arcily v Maroku, poté na Kanárské ostrovy a odtud do Nového světa, kam doplul 15. června. Tentokrát bylo jeho cílem prozkoumat pevninu, na kterou narazil při třetí cestě, a chtěl najít úžinu, kudy by proplul dál na západ. Kolumbus doplul k jižnímu cípu Kuby a odtud se vydal jihozápadním směrem, až doplul k pobřeží Hondurasu. Tam se setkal s muži plujícími ve velké kánoi, kteří Kolumbovi připadali inteligentnější než domorodci, které viděl do té doby.
Odtud Kolumbus vyrazil jižním směrem, v září přistál v Kostarice a pak plul stále jižně k Panamě. Množství zlata, které získával od domorodců, jež cestou potkával, bylo větší než na ostrovech. Na území dnešní panamské provincie Veraguas se snažil založit kolonii, ale kvůli agresivitě místních obyvatel se mu to nepodařilo.
23. června 1503 doplul Kolumbus už jen se dvěma loděmi (dvě zbývající do té doby ztratil) na Jamajku. Lodě byly v tak katastrofálním stavu, že s nimi nebylo možné odplout. Diego Méndez, jeden ze členů Kolumbovy posádky, se rozhodl na kánoi doplavit na Hispaniolu a nechat pro zbytek posádky poslat novou loď. Záchrana pro Kolumba přijela až v červnu 1504; mezitím se mnoho lidí proti němu vzbouřilo a Indiáni se po osmi měsících rozhodli, že se o Španěly starat již nebudou. Kolumbus si jejich loajalitu opět získal tím, že předpověděl zatmění Měsíce. 13. srpna dorazil do přístavu Santo Domingo a v listopadu 1504 se vrátil ze své poslední výpravy zpět do Španělska.

## Závěr života

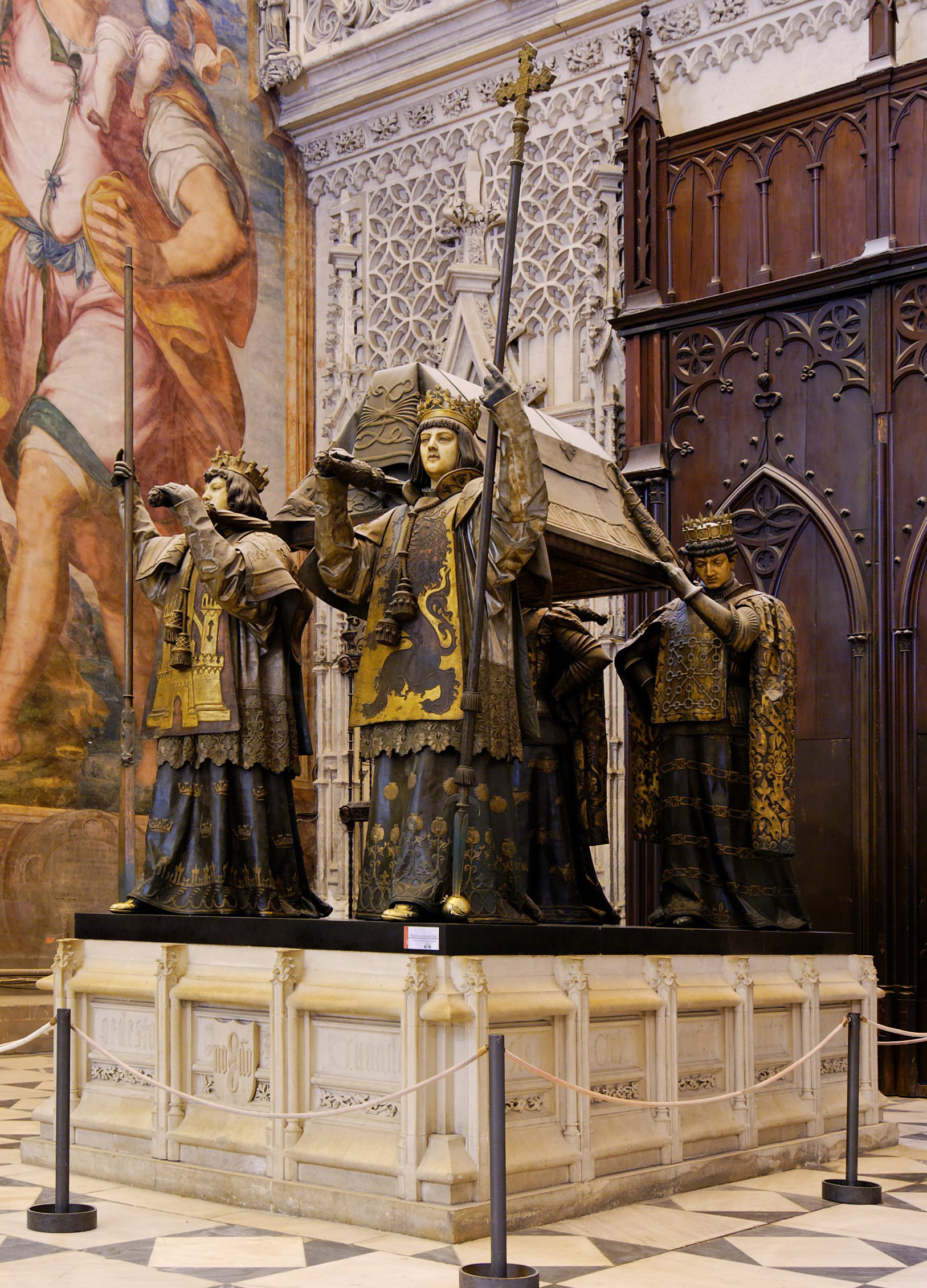
Kolumbův náhrobek v Katedrále Panny Marie v Seville; tumbu nesou králové Kastilie, Leónu, Aragonie a Navarry.

Po návratu z poslední výpravy se Kolumbus usadil v Seville, kde se snažil zajistit svým synům bohatství, tituly a pocty, které mu byly slíbeny. Po smrti jeho ochránkyně Isabely Kastilské (26. listopadu 1504) se mu to ale moc nedařilo. Pro jeho dědice byl uznán pouze titul admirál; tituly místokrál a guvernér Západní Indie byly potvrzeny jen jemu.
Kolumbus se později usadil ve Valladolidu, kde zemřel 20. května 1506 ve věku 54 let. Jeho ostatky byly uchovány nejdříve ve Valladolidu a poté od dubna 1509 v klášteře de las Cuevas v Seville. Roku 1542 byly převezeny do katedrály v Santo Domingu a v roce 1795, když Hispaniolu obsadili Francouzi, byly přemístěny do Havany na Kubě. Když Kuba získala nezávislost na Španělsku v důsledku Španělsko-americké války v roce 1898, byly Kolumbovy ostatky v roce 1892, ke čtyřstému výročí jeho objevu, převezeny zpět do Sevilly. Místo posledního uložení ostatků bylo zpochybňováno a kvůli náhodné záměně údajně zůstaly v Santo Domingu. Testy DNA v roce 2024 potvrdily, že Kolumbus je pohřben v katedrále Panny Marie v Seville. Kolumbův syn a hlavní dědic Diego, který zdědil titul admirála, zemřel v roce 1526. Jeho vnuk, také Diego, zemřel v roce 1578, a tím vymřelo Kolumbovo mužské legitimní potomstvo.

## Odkaz
V roce 1499 se Alonso de Hojeda spolu s Juanem de la Cosa a Amerigem Vespuccim vypravili na samostatnou výpravu do Ameriky a připluli do dnešního Surinamu, odkud pluli severně podél pobřeží Guyany a Venezuely. Ve stejný rok se k Americe vypravil i Vicente Yáñez Pinzón, který se vydal podél pobřeží jižně a doplul k ústí řeky Amazonky. V roce 1500 doplul k pobřeží Brazílie portugalský mořeplavec Pedro Álvares Cabral a přiřkl ji Portugalsku. Vespucci byl jedním z hlavních zastánců teorie, že Kolumbus ve skutečnosti objevil nový kontinent, a německý kartograf Martin Waldseemüller na své mapě světa označil nový kontinent (identifikována byla pouze jižní část) slovem „America“. V roce 1538 nazval Gerhard Mercator Amerikou celý kontinent.
Kolumbův objev znamenal počátek španělské conquisty Ameriky a celkově kolonizace Jižní a Severní Ameriky Španělskem, Portugalskem, Nizozemskem, Francií a Velkou Británií. Rok 1492 je někdy považován za symbolický počátek novověku.

## Památka

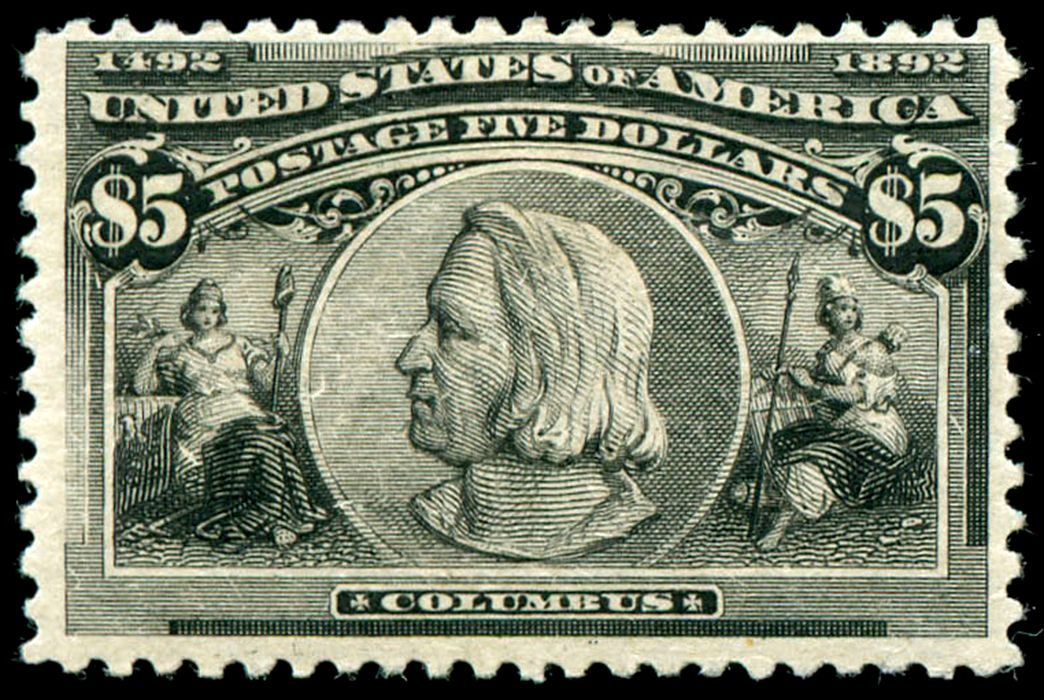
Poštovní známka ke čtyřstému výročí Kolumbovy plavby

Několik geografických útvarů ve Spojených státech nese po Kolumbovi jméno Columbus nebo Columbia, mezi nimi např. hlavní město Ohia a hlavní město Spojených států. Mimo USA nese Kolumbovo jméno např. stát Kolumbie. V mnoha zemích Ameriky a ve Španělsku se každoročně 12. října (nebo druhé pondělí v říjnu) slaví Kolumbův den.
Současná měna Kostariky – colón – převzala svůj název ze španělské formy mořeplavcova příjmení. Druhé nejvýznamnější město Panamy se též nazývá Colón.
V roce 1893 proběhla v Chicagu Kolumbova světová výstava na oslavu 400. výročí Kolumbova připlutí do Ameriky v roce 1492. Expo během šesti měsíců trvání navštívilo více než 27 milionu lidí. Pošta Spojených států se do oslav zapojila vydáním 16 typů poštovních známek pod názvem Columbian Issue, na kterých byl zobrazen Kolumbus, královna Isabela a další. Známce v ceně 5 centů jako předloha sloužil obraz českého malíře Václava Brožíka Kryštof Kolumbus na dvoře španělském. Během Expa se prodalo přes 2 miliardy známek z cyklu za celkem 40 milionů amerických dolarů.
Během celosvětové vlny protestů po smrti George Floyda v roce 2020 byly strženy a vandalizovány sochy Kryštofa Kolumba v mnoha amerických a západoevropských městech.